# 722
Cette page concerne l'année 722  du calendrier julien. Pour l'année 722 av. J.-C., voir 722 av. J.-C.
L'année 722 est une année commune qui commence un jeudi.

## Événements
- Février-Mars : raid victorieux des Khazars en Arménie, aux frontières de l'empire omeyyade. Ils battent les troupes du gouverneur musulman d'Azerbaïdjan et d'Arménie[1].
- 28 mai : date possible de la bataille de Covadonga aux Asturies. Au début du printemps, le gouverneur de Cordoue Anbasa ibn Suhaym al-Kalbi ordonne de mater le soulèvement des Asturies. Des forces commandées par les Berbères al-Kama et Mounouça, accompagné d'Oppas, évêque de Séville et frère de Witiza, sont envoyées dans le Nord. Oppa tente, en vain, de négocier la reddition de ses coreligionnaires. Selon les sources chrétiennes, Pélage remporte une victoire sur les Maures à Covadonga, bataille considérée comme le  point de départ de la Reconquista[2]. Le gouverneur musulman Muzuna quitte les Asturies, et Pélage fixe sa capitale à Cangas de Onís[3].
- 21 août : les musulmans de Al-Jarrah al-Hakami ravagent la capitale khazar Balanjar. Le gros des forces khazares parvient à éviter l'affrontement en se réfugiant dans la steppe. Al-Jarrah se replie à Warthan au sud du Caucase[1]. Début de la deuxième guerre arabo-khazare (fin en 737).
- 30 novembre : Boniface (Wynfrith) est sacré évêque à Rome et reçoit pour mission de continuer l'organisation ecclésiastique de la Germanie[4].

- Campagne de Charles Martel contre les Saxons[5].
- Le duc Luitfrid Ier d'Alsace, petit-fils d’Etichon-Adalric d'Alsace (famille des Etichonides), devient duc d’Alsace[6]. Il conquiert les pays situés à l’est du Rhin (709-746) pour Charles Martel.
- Au Wessex, la forteresse de Taunton est détruite par la reine Æthelburg, femme du roi Ine[7].

## Naissances en 722
George Nicols